# 베를린 장벽 붕괴

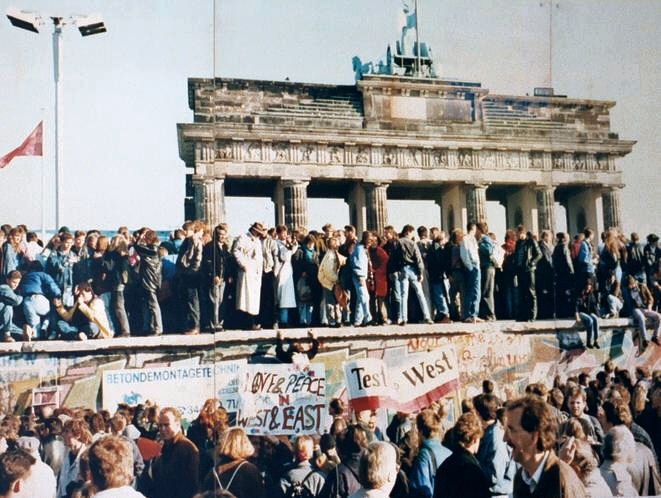
독일인들은 성벽이 허물어지기 전 브란덴부르크 문 앞에 있는 성벽 꼭대기에 서 있다.

베를린 장벽 붕괴는 1989년 11월 9일, 동유럽과 중앙유럽에서 철의 장막이 무너지고 공산주의의 몰락의 시작을 알리는 세계 역사의 중추적인 사건이다. 독일 내 국경의 붕괴는 그 직후에 일어났다. 3주 뒤 몰타 회담에서 냉전 종식이 선언됐고, 이듬해 10월 독일의 재통일이 이뤄졌다.

## 배경

### 철의 장막 개방
1989년 8월 19일 범유럽 피크닉에서 오스트리아와 헝가리 사이에 철의 장막이 열리면서 평화적 연쇄반응이 일어나 동독과 동구권이 붕괴되었다. 계획된 소풍을 위한 광범위한 광고는 헝가리의 GDR 휴일 행락객들 사이에서 포스터와 전단지에 의해 만들어졌다. 1961년 베를린 장벽이 세워진 이후 동독으로부터의 최대 탈출 운동이었다. 오토 폰 합스부르크가 국경 개방에 대한 소련과 미하일 고르바초프의 반응을 시험하기 위한 소풍 이후, 수만 명의 언론에 정통한 동독인들이 헝가리로 출발했다. 에리히 호네커는 "합스부르크는 폴란드까지 전단을 배포했고, 폴란드에서는 동독의 휴가객들이 소풍에 초대되었다. 그들은 소풍에 와서, 선물과 음식과 도이체 마크를 받았고, 그리고 나서 그들은 서부로 오도록 설득당했다. 동베를린에서 GDR의 지도부는 자국의 국경을 완전히 봉쇄할 엄두를 내지 못했고 소련은 전혀 대응하지 않았다. 그리하여 동구권의 세력권이 무너졌다.
1989년 여름 이후, 11월 초까지 난민들은 체코슬로바키아나 프라하에 있는 서독 대사관을 통해 헝가리로 가는 길을 찾고 있었다.
체코슬로바키아 정부와의 오랜 합의로 이민이 허용되었고, 국경을 넘는 자유여행이 허용되었다. 하지만, 이 사람들의 움직임은 너무 커져 두 나라 모두에게 어려움을 야기시켰다. 게다가, 동독은 외국인 차입금에 대한 대출 상환을 맞추기 위해 고군분투하고 있었다. 에곤 크렌츠는 알렉산더 숄크골로코프스키에게 서독에 이자 지불을 위한 단기 대출을 요청하는데 실패했다.